# Free State Cheetahs
Free State Cheetahs es un equipo profesional de rugby fundado en 1895 en Bloemfontein, y que compite anualmente en el campeonato sudafricano, la Currie Cup.
El club está dirigido por la Free State Rugby Union, que también dirige al equipo de los Cheetahs que compitió en el Guinness Pro 14 hasta 2020, fecha en la que fue excluido del torneo.
Creado en 1895, el equipo tuvo su primer éxito en 1976, año en el que ganó su primera Currie Cup frente a Western Province. En 2005, 2006 y 2007 repitió este éxito, si bien antes de 2005 perdió 8 finales, y el equipo tenía fama de 'pierde finales'.
Desde la llegada del profesionalismo al rugby y la creación del torneo Super 12 (hoy Super 15), el club esperó unos años hasta lograr ser la base sobre la que formó el equipo de los Cheetahs, uno de los 5 equipos sudafricanos que competían en el torneo Super 15 contra equipos neozelandeses y australianos por el cetro del rugby en el Hemisferio Sur, hoy el Guinness Pro 14 del Hemisferio Norte.
Los Free State Cheetahs juegan sus partidos como local en el Free State Stadium de Bloemfontein, que tiene una capacidad para 40.911 espectadores.

## Títulos
- Currie Cup (7): 1976, 2005, 2006, 2007, 2016, 2019, 2023

- Vodacom Cup (1): 2000

- Lion Cup (1): 1983

- Bankfin Nite Series (1): 1996